# Harold Despard Twigg
Pour les articles homonymes, voir Twigg.
Harold Despard Twigg (5 avril 1876-12 novembre 1946) est un homme politique canadien de la Colombie-Britannique. Il est député provincial conservateur de la circonscription britanno-colombienne de Victoria City de 1924 à 1933. 

## Biographie
Né à Dungannon dans le comté de Tyrone en Irlande du Nord, Twigg arrive au Canada en 1899. Nommé au barreau de la Colombie-Britannique en 1903, il pratique ensuite à Victoria. Il atteint le rang de capitaine durant la Première Guerre mondiale et sert comme directeur de la chambre de commerce de Victoria.
Twigg meurt à Victoria en novembre 1954 à l'âge de 70 ans.